# 울리차 스코벨렙스카야역
울리차 스코벨렙스카야 역(러시아어: Улица Скобелевская)은 모스크바 지하철 부톱스카야 선의 역이다. 2003년 12월 27일에 개장했다. 역명은 러시아-튀르크 전쟁의 영웅인 미하일 스코벨레프 거리 이름을 따서 지어졌다. 역 인근에는 우샤코프 함대 공원과 스코벨레프 거리가 있다.

## 구조
울리차 스코벨렙스카야 역의 설계는 단순하고 부톱스카야 선의 다른 역과 거의 동일한 구조이다(지하 역사 울리차 스타로카찰롭스카야 역 제외). 이것은 플랫폼 전체에 연한 녹색과 곡선미가 있는 캐노피로 높은 고가교 플랫폼 양쪽에는 음향과 풍속 방지 장치가 있다. 1면 2선의 섬식 승강장 구조로 역사는 길이 90m(295ft), 폭 7m(22ft), 지상 9.6m(31ft) 높이에 있다. 승강장 중앙에는 폐쇄된 에스컬레이터와 장애인용 승강기가 있다.